# Братья Меркель
Братья Меркель — немецкая оружейная компания, специализирующаяся на изготовлении охотничьих ружей и винтовок.
Компания была основа в 1898 году, путём слияния других фирм по производству ружей. Одним из основателей компании был Эрнст Август Меркель, позже в его компании работали его братья: Отто Готлиб Меркель, Луис Франц Фердинанд, Альберт Оскар Меркель, Гебхард Меркель, Карл Пауль Меркель, Бернхард Эмиль Меркель. В 1916 году название фирмы «Братья Меркель» было изменено на «SuhlerWaffenwerkeGebruderMerkel». На парижской выставке в 1937 году ружьям компании «Братья Меркель» была присуждена высшая награда — GrandPrix. Перед Второй мировой войной отделения фирмы имелись в Северной и Южной Америке и во многих странах Европы. В 1948 году фирма «Братья Меркель» была переименована и стала называться GebriiderMerkelMetallwarenfabrikSuhl. В этом же году она перешла в собственность государства в качестве народного предприятия. После Второй мировой войны компания выставила свою продукцию на Лейпцигской весенней ярмарке в 1949 году, а первую медаль получила в 1963 году. В 1987 году компания выпустила 150000 ружей. В 1993 году акционерами компании стали Гессенский банк (49 % акций) и австрийская фирма «Штайр-Манлихер» (51 % акций).